# Сражение при Монклове (1913)
Сражение при Монклове (исп. Batalla de Monclova) — бои во время мексиканской революции между силами конституционалистов полковника Пабло Гонсалеса и федеральными войсками под командованием полковника Хоакина Масса за город и станцию Монклова.
8 июля 1913 года войска каррансистов в составе 1500 человек, при которых находился сам Венустиано Карранса, под командованием Пабло Гонсалеса после 6 часов боя одержала победу при Канделе над федералами (400 кавалеристами) полковника Хосе Роблеса.
9 июля конституционалистами было получено известие о подходе с юга, из Сальтильо, федеральных сил, отряда из 1740 солдат под командованием полковника Хоакина Масса, поэтому все имеющиеся войска конституционалистской армии стали перебрасываться от Кинделы для защиты города Монкловы и одноименной узловой станции, расположенной западнее. Монклова была для конституционалистов оперативной базой и центром снабжения, в ней также располагалась штаб-квартира их «верховного главнокомандующего» Венустиано Каррансы.
Федералы полковника Хоакина Масса, прибывавшие по железной дороге, вначале после непродолжительного боя отбросили каррансистов со станции Кастаньос, а затем со станции Фиерро. Чтобы помешать проходу эшелонов противника, отступившие каррансисты взорвали мост на станции Фиерро. К ночи отступившие части Пабло Гонсалеса прибыли на станцию Монклова, и он приказал подготовить все имеющееся средства для ее защиты.
Одна часть колонны федералов в пешем порядке двинулась к станции, а другая, в сторону холма Ла-Бартола, расположенного между станцией и городом. Федералы разместили орудия и пулеметы на занятом ими холме Ла-Бартола, направив их огонь на станцию, город и прибывающие подкрепления каррансистов.
10 июля, около 10 утра, к каррансистам начали прибывать из Канделы подкрепления, вначале 300 человек батальона саперов, и с ходу вступать в бой. В 12.00 к конституционалистам прибыл их эскадрон кавалерии и занял боевые позиции, но к этому времени федеральная артиллерия своим огнем внесла дезорганизацию в ряды каррансистов, и те начинают отходить, покинув город, и сосредотачиваться на станции.
Венустиано Карранса и его штаб, также прибывшие в разгар боя на станцию, отдали приказ своим войскам отступать в направлении Куатро-Сьенегас, а всех раненых, врачей и медсестер эвакуировать поездом в Пьедрас-Неграс. Железнодорожные мосты разрушались после прохождения всех поездов.
К 18:00 каррансисты покинули станцию Монклова, и туда вступили федералы. Заняв Монклову, генерал Масса стал её укреплять, начав строительство форта на холме Ла-Бартола.
Для армии Каррансы поражение означало потерю её главного штаба, оперативной базы и центра снабжения, где накапливались ресурсы и комплектовались войска, а также нанесло серьезный удар по боевому духу солдат. Для режима Уэрты победа при Монклове стала серьезным пропагандистским успехом.